# محسن روح‌الامینی
محسن روح‌الامینی نجف‌آبادی یکی از کشته‌شدگان حوادث پس از انتخابات ریاست‌جمهوری دورهٔ دهم است. وی پس از دستگیری در جریان تظاهرات جنبش سبز در ۱۸ تیر ۱۳۸۸، به بازداشتگاه کهریزک منتقل شد. او، چند روز بعد، در مسیر انتقال به زندان اوین به دلیل شرایط بد جسمانی ناشی از استرس‌های فیزیکی، شرایط بد نگهداری، ضربات متعدد و نیز اصابت جسم سخت به بیمارستان منتقل شده و در ۲۴ تیر جان سپرد.
روح‌الامینی که دانشجوی رشتهٔ کامپیوتر دانشگاه تهران بود در تجمع روز ۱۸ تیر ۱۳۸۸ دستگیر و به بازداشتگاه کهریزک منتقل شد و در ۱ مرداد جنازه‌اش به خانواده‌اش تحویل داده شد. وی فرزند عبدالحسین روح‌الامینی دبیرکل حزب توسعه و عدالت ایران اسلامی و از استادان دانشگاه علوم پزشکی تهران، مشاور وزیر بهداشت و رئیس انستیتو پاستور بود که پیشتر نیز عضو شورای مرکزی جمعیت ایثارگران انقلاب اسلامی و مشاور انتخاباتی محسن رضایی بود.

## چگونگی قتل
دلیل مرگ وی ضربات متعدد به سر و بدن و شرایط بد نگهداری در بازداشتگاه کهریزک بوده و احتمال بیماری رد شده‌است.

او در روز پنجشنبه ۱۸ تیر، توسط افراد لباس‌شخصی دستگیر و به همراه جمعی دیگر از جوانان دستگیرشده، به ساختمان نیروی انتظامی تهران بزرگ منتقل می‌شود و صبح روز جمعه ۱۹ تیر آن‌ها را با تعدادی اتوبوس به دو مقصد زندان اوین و بازداشت‌گاه کهریزک منتقل می‌نمایند. پدر وی پیرامون چگونگی قتل او در بازداشت گفت:
من از روز دستگیری وی، به هر کجا که مراجعه کردم، پاسخی به من ندادند. نیروی انتظامی، سپاه، وزارت اطلاعات و قوه قضاییه هر کدام از خود سلب مسئولیت می‌کردند. دو هفته را این‌گونه سپری کردم. به هر کجا سر می‌زدم، با دیوار بلندی از ناامیدی روبه‌رو می‌شدم. تا این‌که دلالی پیدا شد و گفت اگر چهار میلیون تومان به من بپردازید، ترتیب ملاقات شما را با فرزندتان می‌دهم. در روز مبعث در حسینیه امام خمینی و در دیدار مسؤولین کشور با رهبری، این موضوع را با وزیر اطلاعات که در ملاقات حضور داشت، مطرح کردم تا در مورد آن فرد دلال تحقیق کنند. شماره‌های خود را نیز به وزیر اطلاعات دادم تا اگر نیاز به اطلاعات بیشتری داشت، بتواند با من تماس بگیرد. از وزیر اطلاعات خبری نشد تا آن‌که دو روز بعد یعنی چهارشنبه بعد از ظهر، فردی به دفتر کار من زنگ زد و به من گفت شما که از مسؤولین هستید و دارای پاسپورت سبز نیز می‌باشید، چرا سراغ پسرتان را نمی‌گیرید. گفتم من دو هفته‌است که به دنبال اویم و هیچ‌کس از وی خبری نمی‌دهد.
او به من گفت به شما تسلیت عرض می‌کنم. من فکر کردم که می‌خواهد بلوف بزند و مرا بترساند. بعد دیدم که نشانی محلی را که باید به دنبال او بروم، می‌دهد. راه افتادم و به پزشکی قانونی رفتم.
مشخص شد که فرزندم را وقتی که گرفته‌اند، مورد ضرب و شتم شدید قرار داده و او را مجروح کرده‌اند. جنازه‌اش را که دیدم، متوجه شدم که دهانش را خرد کرده‌اند.
فرزندم انسان صادقی بود. دروغ نمی‌گفت. مطمئنم هر چه از او سؤال کرده‌اند، درست پاسخ داده‌است. آن‌ها احتمالاً نتوانسته‌اند صداقت او را تحمل کنند و وی را به شدت کتک زده و زیر شکنجه کشته‌اند.
با عنایت مسؤولین، پرونده پزشکی او را مطالعه کردم. محل فوت او را لاک گرفته بودند. مشخص شد که بعد از مجروح شدن، به او نرسیده‌اند تا خون او عفونی شده و دچار تب شدید بالای ۴۰ درجه گردیده و از شدت تب، دچار بیماری مننژیت شده‌است.

او را ساعت سه و نیم بعد از ظهر چهارشنبه به عنوان فرد مجهول‌الهویه به بیمارستان شهدای تجریش منتقل و صبح روز پنجشنبه جسد او را به سردخانه تحویل می‌دهند. آن‌ها پس از یک هفته ما را در جریان قتل فرزندم قرار دادند. برای تحویل جسد، از ما تعهد گرفتند که شکایتی از کسی نداریم… مادرش از لحظه اول اطلاع از مرگ فرزند، فقط می‌گفت «محسن من که رفت، به فکر محسن‌های مردم باشید.»
عبدالحسین روح‌الامینی در پایان سخنانش افزود: «اکنون بسیج را به جایی رسانده‌اند که جوان سالم حزب‌اللهی را دستگیر می‌کنند و جنازه او را تحویل خانواده‌اش می‌دهند. آنهم تعهد می‌گیرند که کفن و دفن به گونه‌ای باشد که اتفاقی نیفتد. آیا نظام آنقدر ضعیف شده‌است که از یک تشییع جنازه ساده می‌ترسد؟»
مسعود علیزاده یکی دیگر از بازداشتی‌های زندان کهریزک که با محسن روح الامینی در یک زمان دستگیر شده بود دربارهٔ او می‌نویسد:
«محسن روح الامینی از جانباختگان کهریزک فرزند کسی بود که می‌توانست با عنوان کردن هویتش راحت از بازداشت آزاد شود ولی محسن هیچ وقت این مهم را عنوان نکرد تا نشان دهد بزرگی را، تا نشان دهد که اعتقاد داشتن به چیزی حد و مرز نمی‌شناسد.
محسن روح الامینی از همان اول در پلیس پیشگیری پیکرش زخمی و لباسهایش پاره‌پاره بود. مأموران در هنگام بازداشتش حسابی کتکش زده بودن. به دستور سعید مرتضوی روانه جهنم کهریزک شدیم. وقتی به کهریزک رسیدم باید تمام وسیله‌ها را به افسر نگهبان تحویل می‌دادیم.
محسن عینکی بود و وقتی بهش گفتند عینکش رو باید تحویل بدهد، محسن اولش اعتراض کرد که چشمانم خوب نمی‌بیند ولی افسر نگهبان به صحبت‌های محسن هیچ توجهی نکرد و با او برخورد فیزیکی کرد.
بیچاره محسن بخاطر اینکه بیشتر کتک نخوره مجبور شد عینکش را تحویل بدهد. او در اون چند روزی که در کهریزک بود به سختی میتونست ببینه و همین امر او را آزار می‌داد.
محسن روح الامینی مثل همه بازداشتی‌ها در آفتاب سوزان جهنم کهریزک شکنجه شد. محسن بخاطر اینکه کهریزک کمبود جا داشت هر شب سر پا می‌خوابید تا جا به دیگران هم برسد. یادم میاد یک روز بچه‌ها از شدت درد شکنجه‌ها و کمبود جا می‌گفتند «بخدا ما همه بیگناه هستیم و هیچ کاری نکردیم و همه گی به اشتباه در اینجا هستیم»، در آن لحظه محسن خطاب به کسانی که احساس پشیمانی می‌کردند گفت «بچه‌ها بیشتر ما بخاطر هدفی که داریم اینجا هستیم و باید تا آخر راهی که انتخاب کردیم بایستیم، چرا آنقدر زود خودتان را می‌بازید و زود تسلیم می‌شوید.».
شب سوم بود که من به شدت شکنجه شده بودم، زخم‌هایم بخاطر آلودگی فضای بازداشتگاه به شدت عفونت کرده بود و تب خیلی شدیدی گرفته بودم، فردای آن روز تبم بیشتر شد و داشتم در خودم می‌سوختم و هوای داخل بازداشتگاه هم به شدت گرم شده بود. بخاطر اینکه حالم بهتر بشه بچه‌ها با لباسشون منو باد می‌زنند و محسن هم پیراهنش رو درآورد و با لباسش منو باد می‌زد، چند باری بهش گفتم دیگه کافیه ولی او توجهی نمی‌کرد و همچنان منو باد می‌زد.
روز چهارم به دستور سرهنگ کمیجانی (رئیس بازداشتگاه کهریزک) می‌خواستند موهای ما رو با ماشین‌های دستی قدیمی و خراب بزنند. خیلی از بچه‌ها به این موضوع اعتراض کردند و یکی پسر جوانی هم التماس مأمورین را می‌کرد و می‌گفت چند روز دیگه عروسی من است تو رو خدا موهای منو از ته نزنید ولی مأمورین هیچ توجهی نمی‌کردند و قصد داشتند موهای همه را از ته برنند.
محسن روح الامینی موهای خیلی بلند زیبایی داشت، وقتی می‌خواستند موهای محسن را ببرند گفت "شما موهای مرا می‌توانید در اینجا به زور بزنید و ظاهر مرا عوض کنید ولی عقیده مرا هرگز نمی‌توانید بزنید عوض کنید.
روز آخر بود داشتیم از جهنم کهریزک به زندان اوین منتقل می‌شدیم محسن بخاطر عفونت شدیدی که در کمرش داشت در داخل حیاط بازداشتگاه دراز کشیده بود و حالش خیلی بد شده بود. استوار گنج بخش (افسر نگهبان و مأمور بدرقه به اوین) با کمربند شروع کرد به پشت محسن زدن که بلند شو فیلم بازی نکن نامرد حدود چند ضربه ای به پیکر بی جان محسن زد، ضربه‌ها به قدری شدید بود که او مجبور شد با آن پیکر بی جان از زمین بلند بشه.
بخاطر فوت مظلومانه امیر جوادی فر حدود یک ساعتی در جلوی بهشت زهرا ایستادیم، ماشینی که محسن در داخلش بود یک ون بود که زودتر از ما رسیده بود به زندان اوین. محسن یک ساعتی در آفتاب سوزان تیر ماه در جلوی درب زندان با پیکری بی جان خوابیده بود و حال خوبی نداشت. وقتی به جلوی درب زندان اوین رسیدیم «محسن» را دیدم در آسفالت داغ خوابیده بود و بیهوش روی زمین دراز کشیده بود، از اینکه کاری از دستمون برنمی‌آمد خیلی شرمگین بودیم، وقتی وارد زندان شدیم دیگر از محسن خبری نداشتیم.
چند روزی از ورودمان به اوین گذشت، متوجه شدیدم محسن بخاطر ضرب شتم شدید و عفونت‌های شدیدی که داشت جانش را در بیمارستان از دست داده‌است …
سنگ مزارش را می‌شکنند بی آنکه بدانند "محسن روح الامینی "در دل مردم جا دارد و با این شکستنها ی ظاهری قلبها بیشتر به تپش می‌افتند و یادها بیشتر از پیش زنده می‌ماند. در خیالشان سنگ مزار وجود طرف است بی آنکه بدانند وجود محسن یادش است. بی‌اختیار به یاد این شعر می‌افتم که گیرم که می‌زنید گیرم که می‌کشید با رویش ناگزیر جوانه چه می‌کنید؟»

## پیام‌های تسلیت
هاشمی رفسنجانی، محسن رضایی، عزت‌الله ضرغامی و هیئت رئیسهٔ مجلس هشتم شورای اسلامی به‌طور مجزا با ارسال پیام درگذشت محسن روح‌الامینی را به پدرش تسلیت گفتند.
همچنین در پیامی دیگر محسن رضایی، احمد توکلی، داوود دانش جعفری، عماد افروغ به همراه ۳۵ نفر دیگر از چهره‌های سیاسی و دوستان پدر این درگذشته، این رویداد را به خانوادهٔ او تسلیت گفتند.

## عنوان «شهید»
امیدوار رضایی، نماینده مجلس شورای اسلامی، در مهرماه ۸۸ مدعی تمایل دستگاه قضایی به دادن عنوان شهید به برخی از کشته شدگان ازجمله محسن روح الامینی شد. این در حالی بود که خانواده روح الامینی اصرار داشتند که به جای تعارفات حقیقت روشن شود و مقصرین مشخص شوند و به قصاص برسند.

## مراسم خاکسپاری
صبح جمعه، ۲ مرداد ۱۳۸۸ مراسم تشییع جنازهٔ او، از محل خانه‌اش واقع در خیابان نصرت، کوچهٔ بهشت آغاز شد. پدرش می‌گوید: 
ابتدا اجازه تشییع جنازه در جلوی منزل نمی‌دادند و بهانه می‌آوردند که خانه شما، نزدیک دانشگاه تهران و محل برگزاری نماز جمعه‌است و ممکن است مردم به آن بپیوندند و مشکلاتی ایجاد شود. من گفتم که وقت برگزاری نماز جمعه هنگام ظهر است و ما صبح او را تشییع خواهیم کرد و وقت زیادی نخواهد گرفت و با نماز جمعه تداخل ندارد.

بالاخره با تعهد من و آقای ضرغامی رئیس سازمان صدا و سیما که افراد زیادی مطلع نخواهند شد و افرادی هم که خواهند آمد همه طرفداران نظام هستند، با این شرط که تشییع در جلوی منزل زیاد طول نکشد و بجز لا اله الا الله شعار دیگری داده نشود، اجازه دادند تا مراسم تشییع برگزار شود.
در مراسم تشییع جنازهٔ وی محسن رضایی (دبیر مجمع تشخیص مصلحت نظام)، احمد توکلی (نمایندهٔ مجلس)، شهاب‌الدین صدر (رئیس سازمان نظام پزشکی)، رجبی معمار (رئیس شبکهٔ ۵ سیما)، برخی سرداران سپاه و افرادی از بیت رهبری حاضر بودند.
عبدالحسین روح‌الامینی در پایان مراسم تشییع فرزندش گفت فرزندش از «سوء استفادهٔ سیاسی‌کاران و فرصت‌طلبان بیزاری می‌جست» و از «بی‌صداقتی‌ها در داخل و خارج از کشور» شدیداً منزجر بود.
حسین علایی، از سرداران پیشین سپاه، نوشته‌است: «آقای روح‌الامینی که به هنگام خاکسپاری فرزندش، چفیه بسیجی را هم‌چنان بر گردن داشت، آن را به من نشان داد و گفت: امروز این چفیه را بر گردن چه کسانی انداخته‌اند. کسانی که کار آن‌ها دستگیری و احیاناً کشتن مردم شده‌است. آیا ما از جمهوری اسلامی این وضع را می‌خواستیم؟»
مراسم بزرگداشت محسن روح الامینی که قرار بود عصر ۴ مرداد در مسجد بلال برگزار شود، با صدور اطلاعیه‌ای از سوی پدر او، به دلیل «حفظ امنیت و آرامش مردم و پرهیز از هرگونه خشونت» لغو شد و او ضمن قدردانی از همدردی و اظهار محبت‌ها، تأکید کرد این ماجرا را از راه‌های قانونی پی‌گیری خواهد کرد.